# Luis Beltrán Mago
Luis Beltrán Mago (Cumaná, Sucre, Venezuela, 15 de enero de 1922 - Caracas, 20 de marzo de 2024) fue un poeta venezolano y miembro correspondiente de la Academia Venezolana de la Lengua. En 1951 se graduó de Ciencias Políticas y Sociales en la Universidad Central de Venezuela. Trabajó por muchos años en la Fiscalía General de la República. Fue fundador y presidente, en diversas ocasiones, del Círculo de Escritores de Venezuela.
Ha sido conferencista en el Instituto Caro y Cuervo en Colombia, así como en Bolivia, Costa Rica y España. 
Parte de su obra poética está reunida en el volumen Antología esencial de Luis Beltrán Mago (2009). 
En 1993 fue galardonado con la Orden Andrés Bello en su primera clase.
Falleció a los 102 años en Caracas, el 20 de marzo de 2024.

## Obra
Poesía
- Bajel hacia la estrella (1956)
- Sonetos a la isla (1956)
- Los pasos de la noche (1965)
- Sonetos a Caracas (1966)
- No es tiempo de callar (1969)
- Y había una muchacha (1973)
- Los eucaliptos miran hacia el sur (1976)
- Cartas Intemporales (1980)
- Del mar donde nací (1985)
- Morada en el mar (1993)
- Presencia del aire (1994)
- Poemas devocionales (catorce sonetos dedicados a Andrés Eloy Blanco) (1997)
- Canciones del amor y el viento (1998)
- Del agua y de la lluvia (1999)
- Poemas de enero (1999)
- Itinerario de la Sombra (2000)
- El mundo de la piel (2005)
- Canto de amor por Cumaná (2011)
- 5 poemas para olvidar la tristeza (2012)
- El mar también lo sabe (2013)

Ensayo
- Biografía espiritual de Margarita (1957)
- Geografía emocional de Cumaná (1973)
- Andrés Eloy Blanco: poeta de la pasión (1976)
- Antonio José de Sucre: biografía apologética de una personalidad (1986)